# 장안 요금소 (화성시)

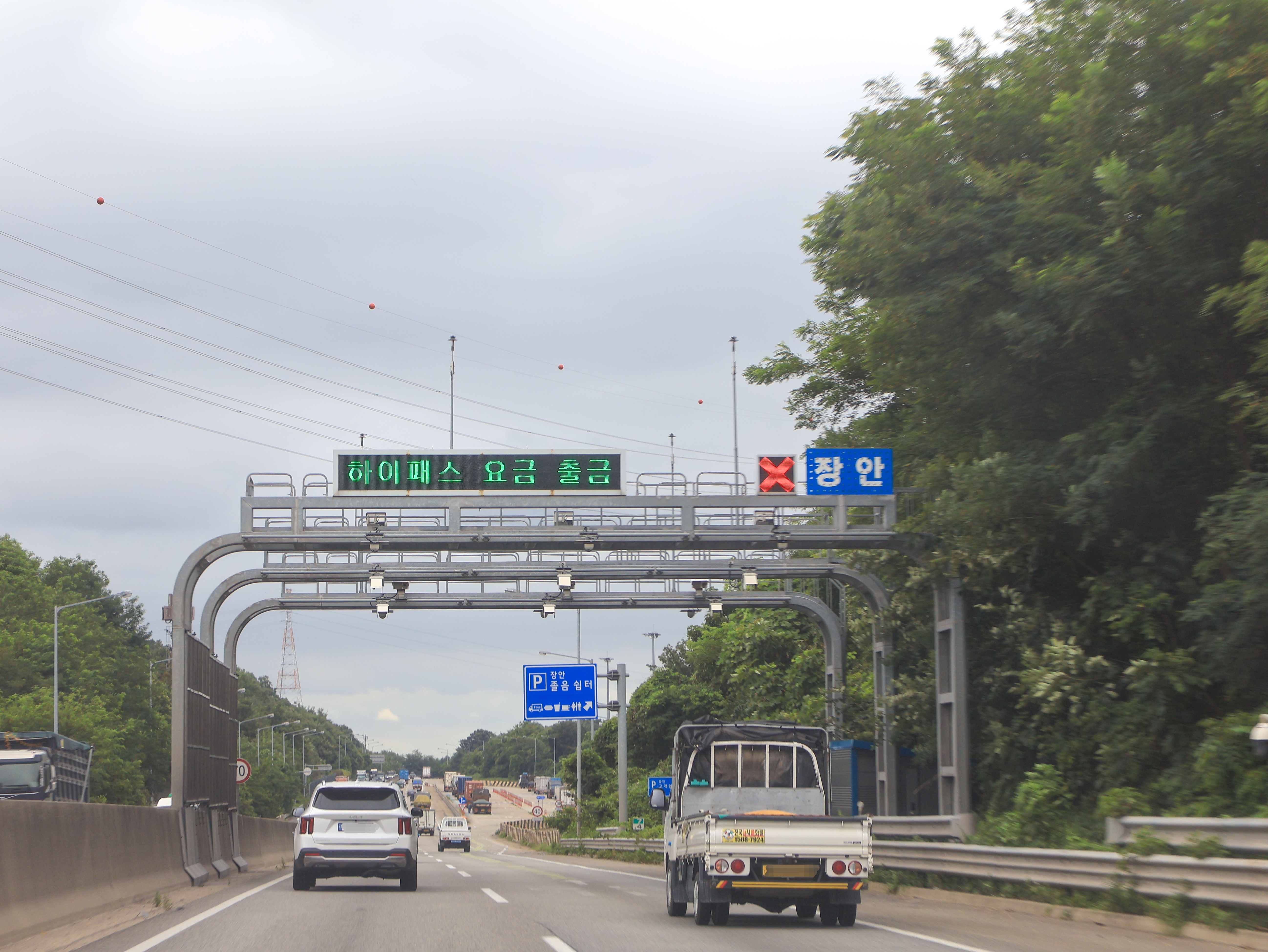
2024년 7월 (자동 요금 징수 시스템 설치 후)

장안 요금소(長安料金所, Jangan TG)는 경기도 화성시 장안면 평택시흥고속도로 7에 위치했던 평택시흥고속도로 본선 상의 요금소이다.
이 요금소는 서평택 분기점에서 남쪽으로 6.12km, 조암 나들목에서 북쪽으로 4.06km 떨어진 곳에 있었으며, 평택 방면 차로에만 요금소가 설치되어 있어 평택 방면 이용 차량만 요금을 징수하였다. 2013년 3월 28일 평택시흥고속도로가 개통하면서 영업을 개시했으며, 관리는 제2서해안고속도로 장안영업소에서 했었다.

철거되기 전 장안 요금소

2016년 11월 11일 평택시흥고속도로를 포함한 민자고속도로 8개 노선에 원톨링 시스템이 적용되어 요금소가 불필요해짐에 따라 철거되었다.
현재 철거된 장안 요금소 부지는 장안 졸음쉼터로 사용 중이며, 평택방향에만 졸음쉼터가 존재한다.

## 연혁
- 2013년 3월 28일 : 평택시흥고속도로 개통과 함께 영업 개시[1]
- 2016년 11월 11일 : 원톨링 시스템 도입으로 요금소 철거

## 교통량 정보
평택방향 차량만 2016년까지 집계한 자료이다.
| 요금소            | 통행량 (대/일) | 통행량 (대/일) | 통행량 (대/일) | 통행량 (대/일) | 각주  |
| 요금소            | 2013년         | 2014년         | 2015년         | 2016년         | 각주  |
| ----------------- | -------------- | -------------- | -------------- | -------------- | ----- |
| 장안본선 (폐쇄식) | 23,980         | 24,999         | 367            | 491            | [ 2 ] |